# مانويل نيتو
مانويل نييتو سانشيز (29 مارس 1998) هو لاعب كرة قدم إسباني يلعب كمهاجم لـ نادي إلنس، مُعار من نادي أندورا.

## روابط خارجية
- مانويل نيتو على موقع قاعدة بيانات كرة القدم.إي يو (الإنجليزية)
- مانويل نيتو على موقع Soccerway.com (الإنجليزية)